# Герань маленькая
Гера́нь ма́ленькая, или ме́лкая (лат. Geránium pusíllum), — вид травянистых растений, относящийся к роду Герань семейства Гераниевые (Geraniaceae).
Обыкновенно однолетнее сорное растение с мелкими бледно-лиловыми цветками и округлыми пальчато-раздельными листьями.

## Ботаническое описание

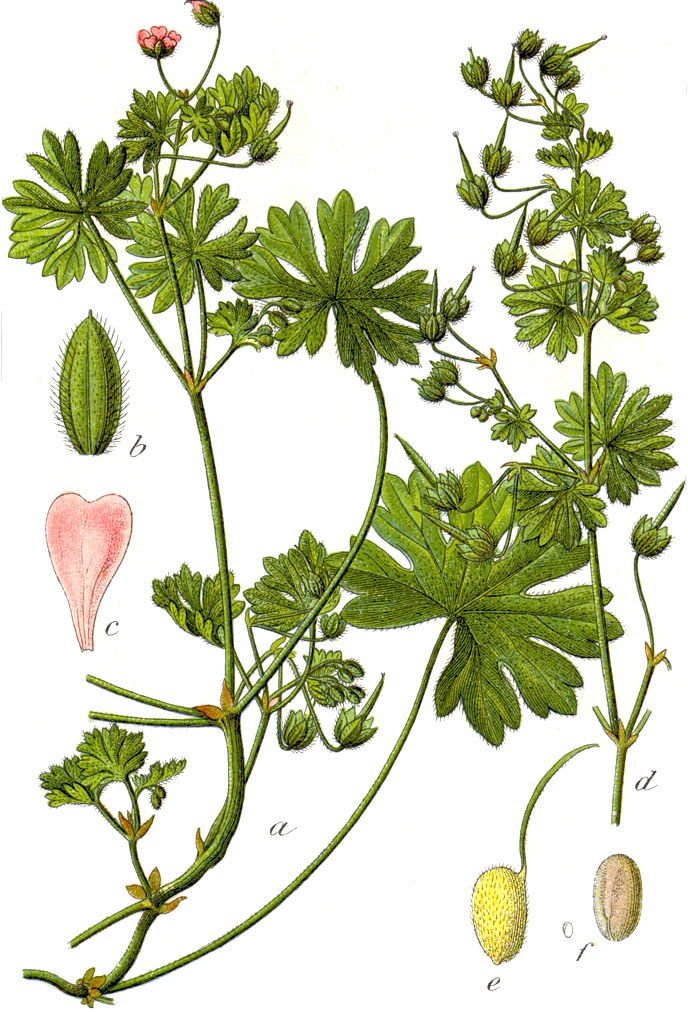

Однолетнее или двулетнее травянистое растение с несколькими тонкими восходящими ветвящимися стеблями до 25 см длиной, в верхней части иногда с короткими простыми и железистыми волосками, ниже — обычно голыми.
Прикорневые листья на черешках до 8 см длиной, округлые в очертании, до 3 см в диаметре, пальчато-раздельные на 5-7 долей, каждая из которых в очертании клиновидная, на верхушке надрезанная на три зубца, при основании 2—4 мм шириной. Стеблевые листья супротивные, нижние стеблевые листья несколько крупнее прикорневых, верхние — мелкие, все листья покрыты мягким прижатым опушением, наиболее обильным с нижней стороны.
Цветки по два на одиночных пазушных цветоносах, опушённых простыми и железистыми волосками, мелкие, с 5 бледно-лиловыми или розовыми лепестками до 4 мм длиной, равными по длине чашечке или едва превышающими её, на верхушке с небольшой выемкой до 0,5 мм глубиной. Чашечка с 5 яйцевидно-ланцетными чашелистиками до 4,5 мм длиной, с очень коротким заострением на верхушке около 0,1 мм  опушёнными простыми и железистыми волосками.
Плод — стеригма с клювовидным опушённым носиком около 1 см длиной, состоит из 5 односемянных мерикарпиев. Семена яйцевидные, 1,7—1,8 мм длиной.

## Распространение
Широко распространённое в Европе, на Кавказе и в Средней Азии растение, встречающееся по всевозможным сорным местам вдоль дорог, по окраинам полей, в садах, в посевах, преимущественно в зоне широколиственных лесов.

## Таксономия
Geranium pusillum L., Syst. Nat., ed. 10. 2: 1144 (1759).

### Синонимы
- Geranium circinatum Kitt., 1863
- Geranium delicatulum Ten. & Guss., 1835
- Geranium dubium Chaix, 1785
- Geranium haussknechtii Soó, 1980, nom. nov.
- Geranium humile Cav., 1787
- Geranium hybridum Hausskn., 1891
- Geranium malvifolium Scop., 1772
- Geranium parviflorum Curtis, 1777
- Geranium pseudopusillum Schur, 1868